# 부다브로

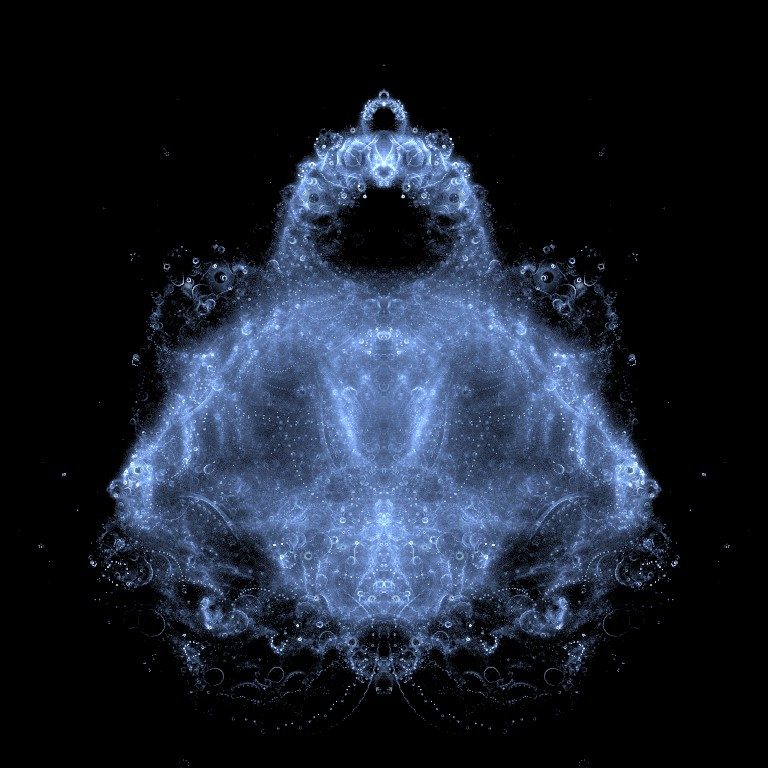
몹시 많이 반복되는 부다브로

부다브로(buddhabrot)는 망델브로 집합의 일종으로, 특수한 렌더링이다. 부다(buddha)는 부처의 영어식 발음이며. 전통적으로 동양에서 기원된 부처와 생김새가 닮았고, 어떤 부분에서는 비율이 비슷하여 붙여진 이름이다.

## 발견
부다브로 렌더링 기법은 1993년 멜린다 그린에 의해 발견되어 유즈넷의 sci.fractal 뉴스그룹에 게재되었다.
이전의 연구원들은 부다브로와 비슷한 기법을 연구해왔다. 1988년에 리나스 벱스타스는 유사한 이미지를 클리프 피코버에게 전달했다. 그 이미지를 피코버가 출간 예정인 컴퓨터, 패턴, 카오스와 뷰티에 포함시키기 위해서였다. 그것은 피코버 줄기의 발견에 직접적인 계기가 되었다. 이 연구원들은 빠져나오지 못하는 궤도들을 걸러내지 않았다. 그 궤도에는 일반적으로 힌두 예술을 연상시키는 귀신같은 형상을 필요로 했다. 그린은 그녀의 인도인 동료가 "코끼리 머리를 한 신인 가네샤"를 떠오르게 한다고 하여, 처음에는 가네쉬(Ganesh)라고 정했다. 나중에 로리 가우디가 "부다브로"(Buddhabrot)라는 새로운 단어를 만들어 냈다.

## 렌더링방법
수학적으로 망델브로 집합은 수열을 반복적으로 정의함으로 복소평면의 점 c의 집합으로 구성된다.
zn+1 = zn2 + c
z0=0 인 곳에서는 무한대의 경향을 보이지 않는다.
부다브로는 첫 번째로 계수기의 2차원 배열 생성으로 그려졌다. 각각의 계수기는 이미지의 마지막 화소와 들어맞고, 0 값으로 초기설정된다. 그리고 나서 c점들의 무작위 샘플링이 망델브로의 함수로 반복된다. 반복의 선택된 수의 범위안에서 빠져나오는 점들은 망델브로 집합이 아니기 때문에, 그 점들의 값은 다시 망델브로 함수로 보내지고, 이 때에 그 점들의 경로는 배열로 그려진다. c의 큰 값이 반복된 다음에, 그레이스케일 색상들은 배열에 기록된 값들을 기반으로 선택된다. 결과는 z값들이 무한대인 그 점들의 경로에 대부분의 시간을 소비한 부분들을 강조하는 밀도 플롯이다. 이것에서 (그 부분을 지나는 궤도에 있는) 높은 가능성이 있는 부분들에 상응하는 빛의 부분들과 (그 부분을 지나는 궤도에 있는) 낮은 가능성의 부분들의 분배 가능성 역시 염두에 두어야 한다.

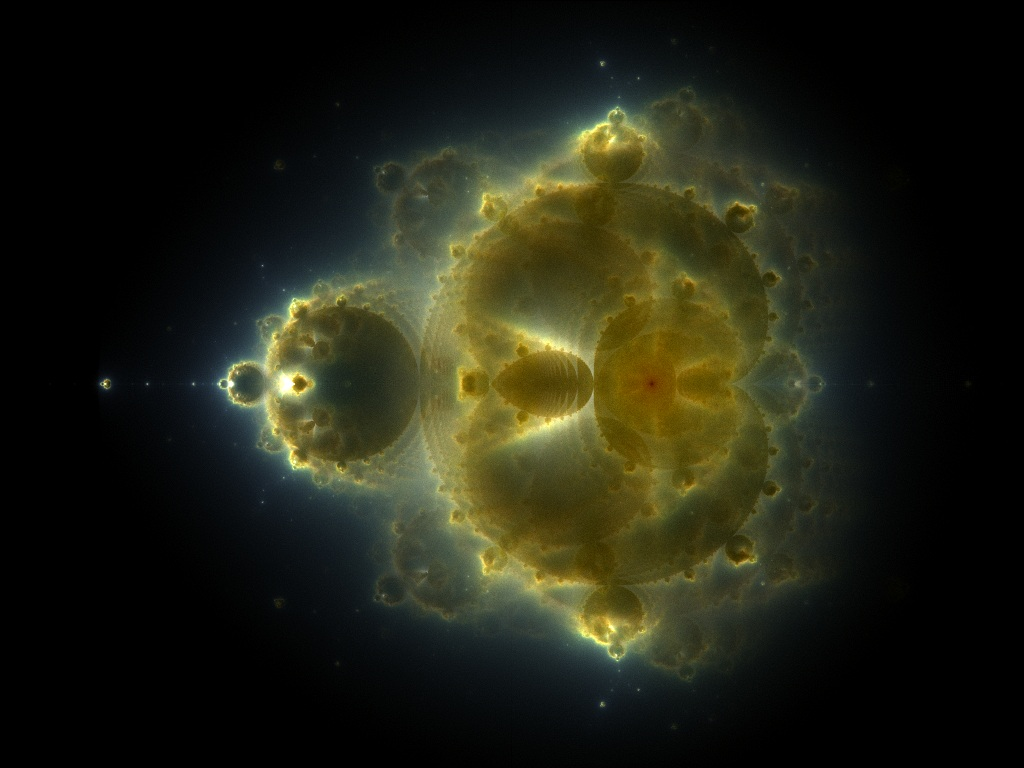
네뷸러브로(Nebulabrot)

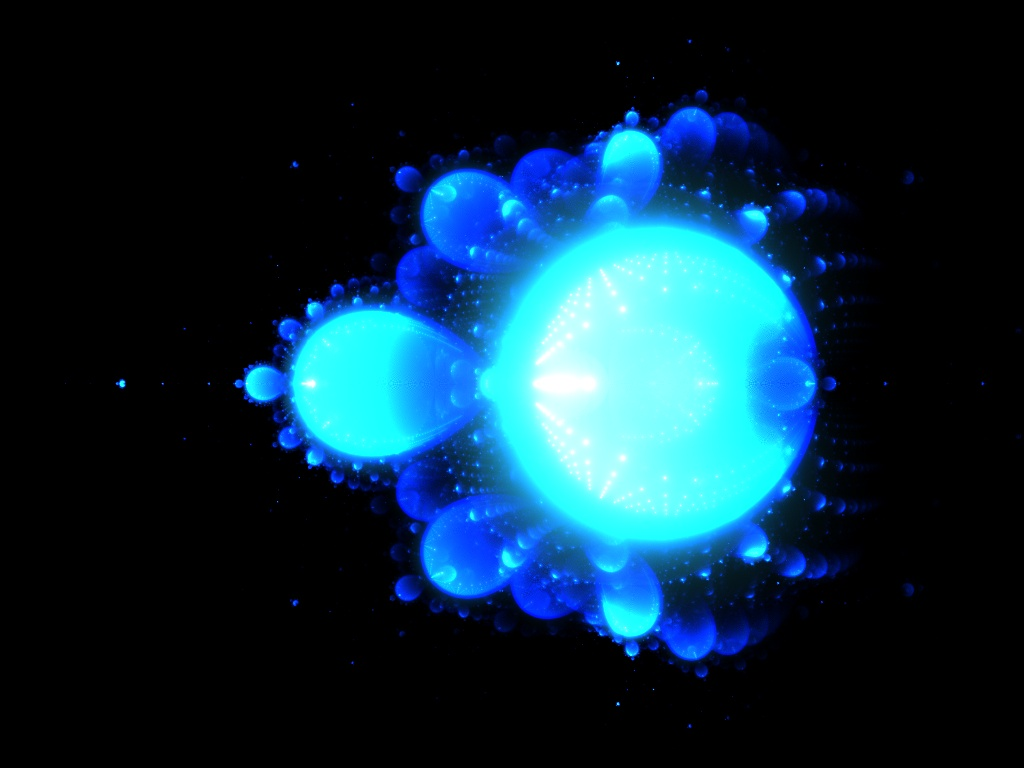
안티-부다브로(Anti-Buddhabrot)

## 뉘앙스
부다브로 렌더링은 각각의 샘플의 두배이상으로 반복할 가능성이 있으므로(한번의 테스트에서 점이 빠져나온다변, 그 점의 경로를 다시 그려야 하기 때문에), 망델브로의 렌더링 기술보다 더 철저한 계산이 요구된다. 여기에 덧붙여, 빠져나온 점을 바깥으로부터 안쪽으로 들어가도록 경로를 설정하는 것과 같이, 고배율로 확대한 부분까지도 더 계산하여 렌더링하여야 한다. 더 복잡한 개연론에 의거한 기술들의 사용이 없다면, 부다브로의 확대된 부분의 렌더링은 한낱 커다란 풀사이즈 그림의 다듬기에 지나지 않는다.
선택된 반복의 수는 이미제에 커다란 효과를 가져다 준다. 높은 값은 그 값의 점들이 더 눈에 잘띄는 결과로 인해, 빠져나오기 전에 큰 수의 픽셀들을 통과하는 몇개의 점들로, 밀도가 퍼진 더 자세히 표현된 모습을 나타내 준다. 만일 낮은 수의 반복이 사용된다면, 그 때에는 그 점들이 삐져나오지 않을 것이며, 모두다 빠져나오지 않는 것으로 간주될 것이다.
다른 수들의 반복들과 다른 색상들과 함께 세가지 이미지들을 합성 제작하는 것도 가능하다. 예를 들어, 2,000번 반복하는 적색 이미지와, 200번 반복하는 녹색 이미지를 조합하는 기술은 천문학자들이 적외선 화상을 만드는 방법과 비슷하다. 어떤 이미지들에는 성운브로가 성운과 매우 유사한 이미지 이미지의 결과라고 표기되어 있다.
망델브로 집합에서 c점들의 경로를 그리는데 고려되는 자연적인 다른 기술로는; 반-부다브로 정렬이 있다.

## 로지스틱 사상와의 관계
z2+c의 반복에 의해 정의된 망델브로 집합과 λx(1-x)로 잘 알려진 로지스틱 사상(logistic map)는 연관성이 있다. 이 두 가지는 이차 변환으로 관련지을 수 있다.
cr=λ(2-λ)/4    
ci=0     
zr=-λ(2x-1)/2    
zi=0
이러한 연관성을 묘사하는 전통적인 방법은 cr과 λ의 관계를 통하여 로지스틱 본뜨기와 망델브로 집합을 일직선상에 놓고, 보통의 x-축과 다른 y-축을 사용하며, 1차원적인 연관성을 보여주고 있다.
멜린다 그린은 '우연히' 안티-부다브롯 패러다임이 로지스틱 본뜨기와 완전히 통합된다는 것을 발견했다. 둘다 (무작위적) 시작 점에서 반복되는, 삐져나오지 못하는 점들에서 시작하는 투사 경로들을 기반으로 하고 있으며, 반복 함수들은 위의 변환 공식들과 관련이 있다. 부여된 변환을 사용할 때, {cr,zr}인 평면에 간단하게 생성되는 병참 본뜨기, c=(random,0)과 z0=(0,0)로 경로들을 그리는, z2+c의 안티-부다브로는 더 쉽게 볼 수 있다. 렌더링의 목적을 위해 우리는 z0=(random,0)의 공식을 사용한다. 병참 본뜨기의 모든 zr0의 공식은 결국 같은 경로를 생성한다는 것을 명심해야한다.
왜냐하면, 망델브로 집합과 로지스틱 본뜨기는 둘다 우리가 지금 보여줄 수 있는 연관성을 나타내는 3차원 축 {cr,ci,zr}을 사용하는 애니메이션에서 , 훌륭하게 3차원적으로 연관이 있는, 반-부다브로의 통합된 부분이기 때문이다. 이 애니메이션은 고전적인 반-부다브로를 보여주고, 이것은 {cr,ci} 평편에서의 2차원 망델브로 집합이며, c=(random,0)과 z0=(0,0)의 반-부다브롯이기도 하며, 이것은 2차원 병참 본뜨기이다. 우리는 {ci,zr} 평면을 cr-축을 중심으로 회전시켜서, 첫 번째로 {cr,ci}을 보여주고, 그 다음에는 {cr,zr}를 보여주기 위해서 90°회전하며, 그리고 나서 {cr,-ci}를 보여주기 위해 90°도를 더 회전한다. 우리는 남은 180°도를 더 회전해야 하지만, 이것은 cr-축을 중심으로 반사된 같은 이미지이다.
로지스틱 본뜨기의 안티-부다브로는 3차원 {cr,ci,zr}과 {cr,ci} 평면의 수직선상의 {cr,zr} (또는 ci=0) 평면에 놓여있다. 그러므로 그것은 사실상 고전적인 안티-부타브로의 부분집합이다. 90°회전에서 간략히 나타내는 것으로, 우리는 ci가 0이 아닌 평면들의 투영에 의해서, '불안한' 것이 아닌, 오로지 0이 아닌 ci값의 계획된 평면만을 강조한다.

## 같이 보기
- 브누아 망델브로
- 망델브로 집합